# Cortile dei Gentili
Il Cortile dei Gentili è uno dei dipartimenti del Pontificio consiglio della cultura, dicastero della Santa Sede. È stato inaugurato a Parigi, il 24 e 25 marzo 2011 per favorire l'incontro e il dialogo tra credenti e non credenti.
Su ispirazione di un discorso di papa Benedetto XVI, il cardinale Gianfranco Ravasi, presidente del Pontificio consiglio della cultura, ha sviluppato all'interno del dicastero vaticano, questa struttura dotata di un programma d'attività fatto di incontri tra personalità di convinzioni diverse.
Il nome deriva da uno dei quattro cortili del tempio di Gerusalemme dopo la seconda ricostruzione, riservato ai gentili, ovvero i gojim (pagani), desiderosi di incontrare sacerdoti e scribi.

## Tematiche e attività
Il "Cortile dei Gentili" intende promuovere la riflessione sui temi per i quali la Chiesa cattolica ha ritenuto più urgente il confronto fra "laici" e cattolici, come libertà, responsabilità sociale e bene comune, legalità e coscienza, il bello, con le arti, il creato, la trascendenza, il vero, con la scienza, la filosofia, la fede.
L'iniziativa è stata inaugurata a Parigi nelle sedi dell'UNESCO, della Sorbona e dell'Institut de France.
È stato creato un portale web e alcuni eventi sono fruibili in live-streaming con la possibilità di commentare in diretta e porre domande agli interlocutori. Il "cortile virtuale" ha i propri canali sui social network (Twitter, Facebook, YouTube e Google+).

## Struttura
Il Cortile dei Gentili ha assunto la struttura giuridica di fondazione. Presidente del consiglio di amministrazione è Giuliano Amato, giudice della Consulta. Direttore esecutivo è padre J.M. Laurent Mazas.
Il comitato scientifico comprende Monica Maggioni, Enrico Letta, Giacomo Marramao, Antonino Raspanti (coordinatore) e Nicola Piovani.

## Iniziative
Il "Cortile dei Bambini" è un'iniziativa del "Cortile dei Gentili" nata in occasione del grande “Cortile” sulla legalità tenutosi a Palermo a marzo 2012. Questi "cortili" vengono spesso organizzati in concomitanza con i grandi eventi del "cortile dei gentili" ma hanno anche proprie iniziative come il "treno dei bambini", supportato dal gruppo FS Italiane che mette a disposizione un treno ad alta velocità per condurre i bambini dalle città di provenienza fino alla stazione San Pietro della Città del Vaticano.
La fondazione organizza anche il "cortile degli studenti" e realizza ogni anno un concorso nazionale per ogni ordine e grado di scuola, intitolato Scienze umane, naturali e religiose in dialogo, con premio un viaggio a Roma con visita ai Musei Vaticani e al MaXXI.
Negli anni sono state organizzate iniziative in varie città italiane e a Parigi, Bucarest, Tirana, Città del Messico, Barcellona, Guimarães, Braga, Marsiglia, Praga, Berlino, Budapest, Washington, Buenos Aires, Córdoba, La Plata e Montevideo.